# István Majoros
István Majoros (Budapest, 11 de julio de 1974) es un deportista húngaro que compitió en lucha grecorromana.
Participó en dos Juegos Olímpicos de Verano, obteniendo una medalla de oro en Atenas 2004, en la categoría de 55 kg, y el 18.º lugar en Sídney 2000.
Ganó una medalla de bronce en el Campeonato Mundial de Lucha de 2005 y una medalla de oro en el Campeonato Europeo de Lucha de 2000.

## Palmarés internacional
| Juegos Olímpicos   | Juegos Olímpicos   | Juegos Olímpicos  | Juegos Olímpicos |
| Año                | Lugar              | Medalla           | Categoría        |
| ------------------ | ------------------ | ----------------- | ---------------- |
| 2004               | Atenas (Grecia)    | Medalla de oro    | 55 kg            |
| Campeonato Mundial |                    |                   |                  |
| Año                | Lugar              | Medalla           | Categoría        |
| 2005               | Budapest (Hungría) | Medalla de bronce | 55 kg            |
| Campeonato Europeo |                    |                   |                  |
| Año                | Lugar              | Medalla           | Categoría        |
| 2000               | Moscú (Rusia)      | Medalla de oro    | 58 kg            |